# Xà đơn

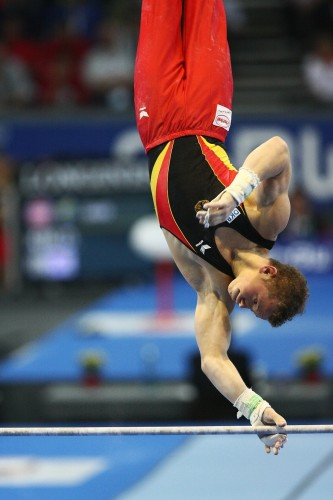
Fabian Hambüchen thi xà đơn

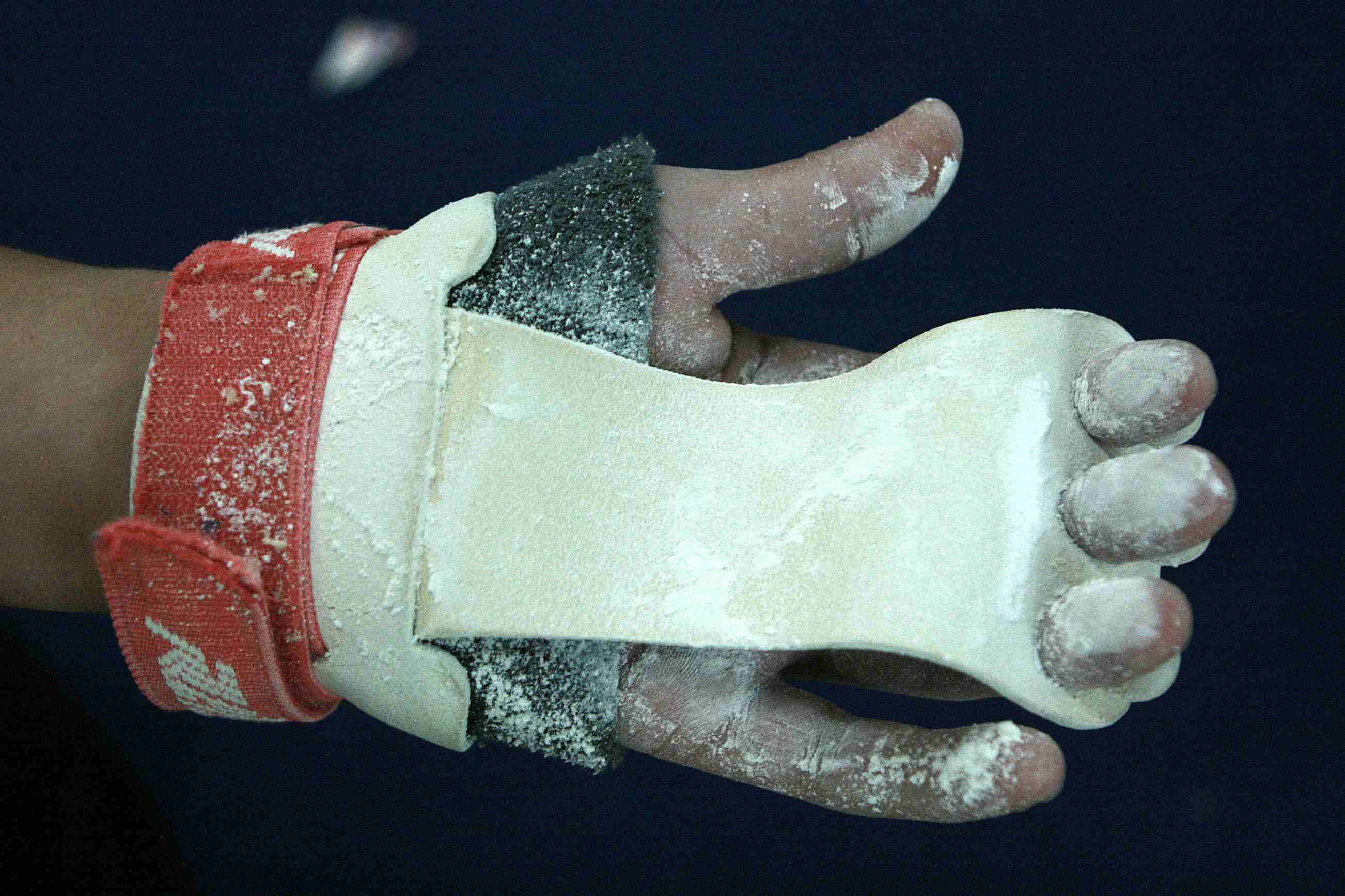
A bar grip (front view)

Xà đơn hay xà cao là một thiết bị tập luyện sức khỏe (hít xà - pull up hay chin up) và thi đấu thể dục nghệ thuật. Trong thi đấu xà đơn chỉ dành cho nam giới (còn xà lệch chỉ cho nữ giới).
Xà đơn gồm một thanh xà được giữ vững ở trên cao và song song với sàn nhà bằng một hệ thống cáp và các giá đỡ cố định thẳng đứng. Các cuộc thi cao cấp hiện nay sử dụng xà bằng sợi thủy tinh có tính đàn hồi giống như vật liệu với được sử dụng trong môn xà lệch của nữ và xà kép của nam.

## Kích thước
Những kích thước được công nhận, trong cuốn sách quy cách khuôn mẫu thiết bị.
- Chiều cao: 300 cm (Bao gồm khoảng 20 cm dưới đất)
- Chiều dài: 240 cm
- Đường kính: 28 mm